# 汤米·舍丁
汤米·舍丁（瑞典語：Tommy Sjödin，1965年8月13日—），瑞典前男子冰球运动员，场上位置是后卫。他曾代表瑞典国家队参加1992年冬季奥林匹克运动会冰球比赛，获得第5名。